# Desvío Kilómetro 11
El Desvío km 11 era un desvío/apartadero del Ferrocarril Central del Chubut en el departamento Biedma, que unía la costa norte de la Provincia del Chubut con la localidad de Las Plumas en el interior de dicha provincia.

## Toponimia
El desvío tomó su nombre del punto kilométrico donde se encontraba, el cual es el kilómetro 11,3 de la vía férrea desde Puerto Madryn. Esta cifra fue simplificada a 11 kilómetros para facilitar su uso en el lenguaje ferroviario.

## Características
Se hallaba a aproximadamente cerca de los límites entre el departamento Biedma y el departamento Rawson. Precisamente, se emplazaba al final de la cima de la pendiente desde la estación Puerto Madryn. Debido a esto, en las instrucciones de los itinerarios se indicaban precauciones cerca del desvío, solicitando reducciones de velocidad. Además, la zona de Km 11 imponía una reducción obligatoria a las formaciones que lo transitaban a 25 kilómetros por hora, siendo su área de curvas y bajadas observada en diferentes itinerarios como punto de precaución permanente. En cuanto al peso, también se solicitaba un máximo de 160 kilogramos en los vagones de pasajeros y 180 en los vagones de carga en el tramo desde Puerto Madryn; y un máximo de 300 en los vagones de pasajeros y 400 en los de carga en el tramo hacia Trelew.
Existen tres fuentes que proporcionaron cuanto medía la vía auxiliar de este desvío la primera es el itinerario de 1934 que arrojó 141 metros. En cambió, el itinerario de 1940 afirmó que desvío era de 160 metros de longitud. Este último dato coincidió con una recopilación de datos del itinerario de 1945 e informes de la época de clausura del ferrocarril detalló que el desvío era de 160 metros de longitud. Posiblemente, la diferencia entre ambos documentos se deba a una mejor medición, ampliación o un error en la recopilación de datos. De cualquier modo, Km 11 era la cima del valle entre Madryn y Dolavon con sus 112.96 metros de altura.
Se dice que el primer tren del ferrocarril que cruzó por lo largo de la línea de Puerto Madryn a Trelew, unos 70 kilómetros, lo hizo en 75 minutos, aunque el horario indicaba un viaje de 135 minutos. Parece que dicho tren inicial fue auxiliado hasta Km 11 y el convoy tenía solamente dos vagones y un furgón.
Luego del cierre del Central, municipio logró la cesión de todas las tierras del ferrocarril; lo que le permitió expandir la urbanización rápidamente a lo largo de la antigua traza ferroviaria hasta puntos lejanos como Km 11. Como consecuencia, la mayoría de los rastros ferroviarios que perduraban en el municipio fueron borrados por casas y gran cantidad de caminos urbanos. Hacia 2013 el municipio aun disponía de estas tierras y las utilizaba para canjearlas ante urbanizadoras en un esfuerzo por ordenar y unificar su extenso ejido. Esto fue atestiguado por Marcelo Arcas a fines de los años 1970. En su observación, desde Madryn a Trelew, no se logra ver casi nada de lo que fuera el ferrocarril a simple vista.
Desde la década de 1980 existe en cercanías de donde fuera el desvío, unas reservas de 5000 m³ de agua potable correspondientes al acueducto entre Trelew y Madryn. Las mismas fueron construidas por la empresa estatal Obras Sanitarias de la Nación y pertenecen a la Cooperativa de Puerto Madryn, siendo controladas de forma remota desde la planta potabilizadora de dicha ciudad ubicada en Trelew.
Actualmente, Kilómetro 11 es la reserva más grande de agua antes de llegar a Puerto Madryn. En este punto  se distribuye hacia la reserva principal que se encuentra en el ingreso de la ciudad. Además, todo lo que rodea a Km 11 es una zona de chacras y aun conserva su nombre ferroviario.

## Funcionamiento
Un análisis de horarios mostró que este desvío era de baja consideración para el ferrocarril. Por esta razón, este punto no figuró en la mayoría de los informes de horarios e itinerarios dedicados a este ferrocarril. Es por esto que, desde el primero de los registros de horarios aparecido en 1915, se lo omite junto a varios desvíos más; quizás por no existir. Sin embargo, recién fue comentado a partir del itinerario de 1934
Un segundo informe del año 1928 mostró al ferrocarril dividió en dos líneas. Aunque las dos líneas recorrían Km 11 no fue mencionado. La primera de las líneas «Central del Chubut»  salía desde Madryn con destino a Dolavon, previo paso por las intermedias. El viaje partía de esta estación y arribaba a destino a las 12:05 con una gran mejora de tiempo. En tanto, el tren tardaba en unir Madryn con el apeadero Desvío Km 35 1:25 minutos y con Trelew 2:30 con leve mejora. Este viaje contenía una sub línea a Gaiman que salía a las 7:30 y arribaba a destino a las 11:30.
La segunda era llamada «A Colonia 16 de Octubre». Aunque el tren no arribaba a dicha colonia, lo hacía en combinación con buses. Esta línea recorría el resto del tendido hasta Alto de Las Plumas. Sin embargo, el punto de salida era Rawson y no Madryn. El viaje iniciaba a las 9:25 y culminaba a las 18:57. 
Un tercer informe de 1930 tampoco comentó de este apeadero. En el mismo se expuso unificadas las dos líneas anteriores y puso a Madryn como cabecera. El viaje partía a las 7:30 y arribaba a Las Plumas a las 19:35. Por último, Madryn continuó con el viaje a Gaiman sin alteraciones como en 1928 y sumó una línea a Dolavon que hacía el mismo viaje a Gaiman, pero con punta de riel en Dolavon y con culminación a las 12:05. 
El cuarto informe de 1934 se mostró como uno de los más completos y el primero en mencionar a este punto. En el se describieron varias líneas que pasaron por Km 11. La primera línea de Madryn - Trelew partía desde las 8:30 todos los días, menos los miércoles y domingos en tren mixto con arribo a las 10:50. Los domingos se ejecutaba un servicio desde 20:00 con arribo a Trelew 22:20. Por otra parte, desde Puerto Madryn el viaje principal de la línea partía a las 8:30 los miércoles con arribo a Alto de las Plumas 20:15. En todos los viajes el trayecto de Madryn a Km 11 tomaba 23 minutos y para unirse con el cercano Km 22 se requerían 24 minutos.
El quinto informe de 1936 no aludió a Km 11. Presentó mejoría en los tiempos de viajes a vapor y la novedad de los coches motor. El viaje a Las Plumas iniciaba a las 8:45 y culminaba 19:30. La línea a Dolavon mejoró su tiempo iniciando a las 8:45 y culminaba a las 12:50. Este informe informó que se suspendió la línea Madryn a Gaiman. Se continuó con la línea de Madryn con salida a las 8:45 y llegada a Trelew 11:05.
El sexto informe del 1 de abril de 1938 expuso leves variaciones. El apeadero no fue enlistado como en el anterior informe. Sin embargo Km 11 fue paso de varias líneas: el viaje principal partía los miércoles desde Madryn a Las Plumas a las 8:00 horas para arribar a las 19:30 horas; línea Puerto Madryn-Dolavon se realizó solo los lunes desde las 8:00 con arribo a 12:50. Luego, se retornaba desde las 13:05 con llegada a Madryn a las 17:30 el mismo día y por último la línea Madryn - Trelew volvió a presentarse, partía desde las 8:00 jueves y sábado en tren mixto con arribo a las 10:50.
El itinerario de Ferrocarriles del Estado del 15 de diciembre de 1940. El ferrocarril mostró que Km 11 era paso de tres líneas: en primer lugar el viaje principal partía los miércoles desde Madryn a Las Plumas a las 7:45 horas, paso por Km 11 8:08 y para arribo a las 19:30 horas a Las Plumas; mientras que el regreso se emprendía desde Las Plumas los jueves las 7:00, con paso por Km 11 17:10 y llegada a Madryn a las 17:30. Por otro lado, la línea Puerto Madryn-Dolavon se realizó los lunes y sábados desde las 7:45, visitado 8:08 el desvío y arribo a 12:40 a Dolavon. En tanto, se retornaba desde Dolavon a las 13:00, con visita a Km 11 a las 17:10 y llegada a Madryn a las 17:30 en el mismo día. La última línea de la vía principal descripta fue la que ejecutaba el tramo Madryn - Trelew; la misma partía los jueves desde las 7:45, paso por Km 11 a las 8:08 y arribo a Trelew a las 10:05. Además, se ofrecía un servicio los domingo desde las 19:00, con paso a las 19:22 por este desvío y finalización las 21:00. Por último, el itinerario no informó en este desvío ningún tipo de edificio; por lo que solo funcionaría como una parada simple.
El informe de 1942 no brindó grandes variaciones con el de 1936. También, mantuvo las condiciones el servicio partía desde Madryn a Las Plumas a las 8:00 horas para arribar a las 19:30 horas.
El itinerario de 1946 es otro de los documentos que mencionó a este punto. En este informe se comunicó la continuidad de existencia de la línea a Colonia 16 de octubre y la del Central del Chubut. El viaje partía siempre en trenes mixtos de cargas y pasajeros. El tren salía de Madryn a las 7:30 para arribar a Altos de Las Plumas a las 19:30. El tiempo de 12 horas de viaje se debió a que el mismo se hacía a vapor. Este viaje solo se hacía los miércoles. En tanto, el servicio de Madryn al valle del Chubut partía 7:30 los días lunes y sábado. Esta línea podía terminar optativamente en Dolavon a 11:40 o en Boca de Zanja a las 12:30. Por último, se brindaba una línea a de Madryn a Trelew jueves con salida a las 7:30 y llegada a las  9:45. Los domingo se partía a las 19:20 y arribaba a las 21:20. En cuanto a los tiempos de conexión sufrieron una leve desmejoría: con estación Puerto Madryn se cubría en 25 minutos y en otros 24 minutos los 11 kilómetros que lo separaban de Km 22.
El mismo itinerario con fecha el 15 de diciembre de 1946 fue presentado por otra editorial y en el se hizo mención menos detallada de los servicios de pasajeros de este ferrocarril. El itinerario difirió principalmente en lo relacionado con varios puntos como estaciones y apeaderos que fueron colocados con otros nombres. Sin embargo, la diferencia más notable fue la ausencia de este desvío y otros más que estaban en iguales condiciones: Km 22, Km 50, Km 132 y Km 141.
El 10 de diciembre de 1948 fue presentado otro itinerario. El desvío fue paso de varias líneas: El primer lugar viaje completo iniciaba en Madryn a los jueves desde las 7:40, pasando por Km 11 a las  8:15 y finalizaba en Altos de las Plumas a las 18:20. El regreso se producía los viernes desde las 9:20, visitando Km 11 a las 18:49 y arribo a Madryn a las 19:20. La línea Madryn - Trelew se ejecutó con trenes mixtos los lunes y viernes de 7:40 a 10;00 y los domingos de 18:10 a 19:58. Por otra parte, la línea Madryn - Dolavon se llevó a cabo con trenes mixtos los miércoles y sábados de 7:40 a 12; mientras que el regreso se producía en los mismos días desde las 12:55 con arribo a Madryn a las 18:30. El desvío figuró como para obligatoria de todas las líneas. 
Para el último informe de horarios de noviembre de 1955 se volvió a ver disociada a la estación Madryn del resto de la línea. De este modo, la estación Madryn y todos los apeaderos intermedios hasta Trelew quedaron sin informar servicios y horarios. Solo se comunicó que los servicios de pasajeros corrían desde las 10:30 de Trelew en trenes mixtos hacia Las Plumas con arribo a las 17:43.